# Grande Prêmio da Hungria de 2005
O Grande Prêmio da Hungria de 2005 foi uma corrida de Fórmula 1, que aconteceu em 31 de julho de 2005, em Hungaroring. Esta foi a décima terceira etapa da temporada de 2005, tendo como vencedor o finlandês Kimi Räikkönen, da McLaren-Mercedes.

## Resumo
- Única pole position de Michael Schumacher na temporada.
- Foi a última vez que os irmãos Schumacher (Michael e Ralf) que estavam juntos no pódio.

## Pilotos de sexta-feira
| Construtor        | Nº | Piloto            |
| ----------------- | -- | ----------------- |
| McLaren-Mercedes  | 35 | Alexander Wurz    |
| Sauber-Petronas   |    | n/d               |
| Red Bull-Cosworth | 37 | Vitantonio Liuzzi |
| Toyota            | 38 | Ricardo Zonta     |
| Jordan-Toyota     | 39 | Nicolas Kiesa     |
| Minardi-Cosworth  | 40 | Chanoch Nissany   |

## Classificação da prova

### Treino classificatório
| Pos.   | Nº | Piloto               | Equipe            | Tempo     | Diferença |
| ------ | -- | -------------------- | ----------------- | --------- | --------- |
| 1      | 1  | Michael Schumacher   | Ferrari           | 1:19.882  | —         |
| 2      | 10 | Juan Pablo Montoya   | McLaren-Mercedes  | 1:20.779  | + 0.897   |
| 3      | 16 | Jarno Trulli         | Toyota            | 1:20.839  | + 0.957   |
| 4      | 9  | Kimi Räikkönen       | McLaren-Mercedes  | 1:20.891  | + 1.009   |
| 5      | 17 | Ralf Schumacher      | Toyota            | 1:20.964  | + 1.082   |
| 6      | 5  | Fernando Alonso      | Renault           | 1:21.141  | + 1.259   |
| 7      | 2  | Rubens Barrichello   | Ferrari           | 1:21.158  | + 1.276   |
| 8      | 3  | Jenson Button        | BAR-Honda         | 1:21.302  | + 1.420   |
| 9      | 6  | Giancarlo Fisichella | Renault           | 1:21.333  | + 1.451   |
| 10     | 4  | Takuma Sato          | BAR-Honda         | 1:21.787  | + 1.905   |
| 11     | 15 | Christian Klien      | Red Bull-Cosworth | 1:21.937  | + 2.055   |
| 12     | 8  | Nick Heidfeld        | Williams-BMW      | 1:22.086  | + 2.204   |
| 13     | 14 | David Coulthard      | Red Bull-Cosworth | 1:22.279  | + 2.397   |
| 14     | 12 | Felipe Massa         | Sauber-Petronas   | 1:22.565  | + 2.683   |
| 15     | 11 | Jacques Villeneuve   | Sauber-Petronas   | 1:22.866  | + 2.984   |
| 16     | 7  | Mark Webber          | Williams-BMW      | 1:23.495  | + 3.613   |
| 17     | 21 | Christijan Albers    | Minardi-Cosworth  | 1:24.443  | + 4.561   |
| 18     | 19 | Narain Karthikeyan   | Jordan-Toyota     | 1:25.057  | + 5.175   |
| 19     | 20 | Robert Doornbos      | Minardi-Cosworth  | 1:25.484  | + 5.602   |
| 20     | 18 | Tiago Monteiro       | Jordan-Toyota     | sem tempo |           |
| Fonte: |    |                      |                   |           |           |

### Corrida
| Pos.   | Nº | Piloto               | Equipe            | Voltas | Tempo/Diferença | Grid | Pontos |
| ------ | -- | -------------------- | ----------------- | ------ | --------------- | ---- | ------ |
| 1      | 9  | Kimi Räikkönen       | McLaren-Mercedes  | 70     | 1:37:25.552     | 4    | 10     |
| 2      | 1  | Michael Schumacher   | Ferrari           | 70     | + 35.581        | 1    | 8      |
| 3      | 17 | Ralf Schumacher      | Toyota            | 70     | + 36.129        | 5    | 6      |
| 4      | 16 | Jarno Trulli         | Toyota            | 70     | + 54.221        | 3    | 5      |
| 5      | 3  | Jenson Button        | BAR-Honda         | 70     | + 58.832        | 8    | 4      |
| 6      | 8  | Nick Heidfeld        | Williams-BMW      | 70     | + 1:08.375      | 12   | 3      |
| 7      | 7  | Mark Webber          | Williams-BMW      | 69     | + 1 volta       | 16   | 2      |
| 8      | 4  | Takuma Sato          | BAR-Honda         | 69     | + 1 volta       | 10   | 1      |
| 9      | 6  | Giancarlo Fisichella | Renault           | 69     | + 1 volta       | 9    |        |
| 10     | 2  | Rubens Barrichello   | Ferrari           | 69     | + 1 volta       | 7    |        |
| 11     | 5  | Fernando Alonso      | Renault           | 69     | + 1 volta       | 6    |        |
| 12     | 19 | Narain Karthikeyan   | Jordan-Toyota     | 67     | + 3 voltas      | 18   |        |
| 13     | 18 | Tiago Monteiro       | Jordan-Toyota     | 66     | + 4 voltas      | 20   |        |
| 14     | 12 | Felipe Massa         | Sauber-Petronas   | 63     | + 7 voltas      | 14   |        |
| NC     | 21 | Christijan Albers    | Minardi-Cosworth  | 59     | + 11 voltas     | 17   |        |
| Ret    | 11 | Jacques Villeneuve   | Sauber-Petronas   | 56     | Motor           | 15   |        |
| Ret    | 10 | Juan Pablo Montoya   | McLaren-Mercedes  | 41     | Driveshaft      | 2    |        |
| Ret    | 20 | Robert Doornbos      | Minardi-Cosworth  | 26     | Pane hidráulica | 19   |        |
| Ret    | 14 | David Coulthard      | Red Bull-Cosworth | 0      | Acidente        | 13   |        |
| Ret    | 15 | Christian Klien      | Red Bull-Cosworth | 0      | Acidente        | 11   |        |
| Fonte: |    |                      |                   |        |                 |      |        |

## Tabela do campeonato após a corrida
| Pos.   | Piloto             | Pontos |
| ------ | ------------------ | ------ |
| 1      | Fernando Alonso    | 87     |
| 2      | Kimi Räikkönen     | 61     |
| 3      | Michael Schumacher | 55     |
| 4      | Jarno Trulli       | 36     |
| 5      | Juan Pablo Montoya | 34     |
| Fonte: |                    |        |

| Pos.   | Construtor       | Pontos |
| ------ | ---------------- | ------ |
| 1      | Renault          | 117    |
| 2      | McLaren–Mercedes | 105    |
| 3      | Ferrari          | 86     |
| 4      | Toyota           | 68     |
| 5      | Williams–BMW     | 52     |
| Fonte: |                  |        |

- Nota: Somente as primeiras cinco posições estão listadas.